# Tiropita
Tiropita hoặc tyropita (tiếng Hy Lạp: τυρóπιτα, nghĩa là "bánh pho mát") là một món bánh pastry trong ẩm thực Hy Lạp, được làm từ các lớp bánh filo bơ và chứa đầy hỗn hợp pho mát và trứng. Nó được phục vụ ở dạng gói tự do có kích thước riêng lẻ hoặc dưới dạng một chiếc bánh lớn hơn được chia thành nhiều phần.
Khi được làm bằng pho mát kasseri, nó có thể được gọi là kasseropita (κασερόπιτα).
Một biến thể của món ăn này là một loại bánh chứa đầy rau chân vịt và pho mát, được gọi là spanakopita.

## Lịch sử
Theo một số học giả, người ta cho rằng trong nền ẩm thực Hy Lạp cổ đại, bánh placenta (hoặc plakous, πλακοῦς), và hậu duệ của nó trong ẩm thực của Đế quốc Đông La Mã, plakountas tetyromenous (πλακούντας τετυρομένους, "bánh placenta ngập pho mát") và en tyritas plakountas (εν τυρίτας πλακούντας, "bánh placenta kèm pho mát"), đều là tổ tiên của món bánh tiropita ngày nay. Một công thức được ghi lại trong cuốn sách De Agri Cultura của Cato Trưởng lão năm 160 TCN mô tả placenta như một món ăn pho mát nhiều lớp ngọt ngào:
Định hình placenta như sau: đặt một hàng tracta dọc theo toàn bộ chiều dài của bột cơ bản. Sau đó phủ hỗn hợp [phô mai và mật ong] từ vữa lên. Đặt một hàng tracta khác lên trên và tiếp tục làm như vậy cho đến khi sử dụng hết pho mát và mật ong. Kết thúc bằng một lớp tracta... đặt placenta vào lò nướng và đậy nắp đã làm nóng trước lên trên [...] Khi đã sẵn sàng, mật ong được đổ lên trên placenta.
Placenta vẫn là tên của một loại bánh nướng phẳng có chứa pho mát trong tiếng Aromania (plãtsintã) và tiếng România (plăcintă).
Các nguồn khác nói rằng nguồn gốc của các món ăn nhiều lớp như tiropita có thể bắt nguồn từ bánh mì chiên nhiều lớp được phát triển bởi người Turk ở Trung Á trước khi họ di cư về phía Tây, tới Tiểu Á cuối thời Trung Cổ.
Tyropatinum cổ đại được mô tả bởi Apicius, mặc dù có tên giống nhau, nhưng là một loại kem sữa trứng ngọt ngào không có vỏ.